# When I set out for Lyonnesse
When I set out for Lyonnesse is een compositie van Gerald Finzi. Het is een toonzetting van het gelijknamige gedicht uit 1870 van Thomas Hardy en maakt deel uit van zijn liederencyclus Earth and air and rain, opus 15. In het gedicht vertrekt Hardy somber naar Lyonnesse, als hij terugkomt heeft hij “magic in his eyes”.

## Geschiedenis
Finzi voorzag de tekst in eerste instantie van een pianobegeleiding. Finzi wilde echter ook weleens zijn palet aan klanken uitbreiden en schreef voor dit lied ook een versie met begeleiding door kamerorkest. Met Lyonnesse bedoelde Hardy in dit geval Cornwall waar hij zijn geliefde Emma Gifford ontmoette. Er is een parallel met Finzi’s eigen leven; hij ontmoette zijn vrouw Joy in de tijd dat hij het componeerde. De wandeling naar het legendarische eiland gaat in marstempo. Het lied is geschreven in drie secties, die qua toonsoort gaan van E majeur naar e mineur en ten slotte naar Es majeur.
Het lied had al een zelfstandig bestaan, het werd als zelfstandig lied uitgevoerd op 6 februari 1936 door Steuart Wilson (tenor) samen met Farewell to arms en Two sonnets of John Milton. Finzi dirigeerde zelf de toen al gereed zijnde versie met orkest. Hij nam het lied later op in Earth and air and rain, maar dat kende een moeilijk bestaan. De eerste uitvoering van de 10 liederen zoals Finzi bedoeld had kwam pas in 1943. Weer veel later werd het lied opgenomen in de cyclus In years defaced, een bundeling van zes georkestreerde liederen ter nagedachtenis van de 100-jarige geboortedag van Finzi. In die cyclus is het lied getransponeerd naar G mineur. In In years defaced is het het enige lied dat zelf door Finzi is georkestreerd.

## Orkestratie
- tenor
- 2 dwarsfluiten, 2 hobo’s, 2 klarinetten, 2 fagotten
- 2 hoorns,
- violen, altviolen, celli, contrabassen

## Discografie
- Uitvoering Chandos: John Mark Ainsley (tenor), City of London Sinfonia o.l.v. Richard Hickox, opname 2000 (In years defaced)
- Uitvoering Naxos: Roderick Williams met Iain Burnside (piano), een opname uit 2005 (Earth and air and rain)

lied 1: To a poet a thousand years hence ·
lied 2: When I set out for Lyonnesse ·
lied 3: In years defaced ·
lied 4: Tall nettles ·
lied 5: At a lunar eclipse ·
lied 6: Proud songsters